# Lost in the New Real
Albums de Arjen Lucassen
Pools of Sorrow, Waves of Joy
(1994)
Lost in the New Real est le deuxième album solo du compositeur, chanteur et multi-instrumentiste néerlandais Arjen Lucassen. Il s'agit de son premier album solo depuis Pools of Sorrow, Waves of Joy  sorti 18 ans plus tôt sous le pseudonyme Anthony avant qu'il ne connaisse le succès avec son projet Ayreon. Contrairement aux albums d'Ayreon, Arjen Lucassen a décidé de chanter sur la totalité des chansons de cet album. Il joue également la plupart des instruments lui-même (guitares, basses et claviers).
L'album est un album-concept racontant l'histoire de M. L (interprété par Lucassen), ressuscité dans un lointain futur où tout a changé. L'acteur néerlandais Rutger Hauer apparaît également dans l'album en tant que Voight-Kampff, un scientifique conseillant M. L et lui expliquant les changements apparus dans cette nouvelle époque.

## Liste des chansons de l'album
| 1.  | The New Real                      | 6:24  |
| 2.  | Pink Beatles in a Purple Zeppelin | 3:36  |
| 3.  | Parental Procreation Permit       | 5:03  |
| 4.  | When I’m a Hundred Sixty-four     | 2:30  |
| 5.  | E-police                          | 4:07  |
| 6.  | Don’t Switch Me Off               | 4:06  |
| 7.  | Dr. Slumber’s Eternity Home       | 3:51  |
| 8.  | Yellowstone Memorial Day          | 3:31  |
| 9.  | Where Pigs Fly                    | 3:47  |
| 10. | Lost in the New Real              | 10:19 |
| 11. | Behind the New Real (Video)       | 13:45 |

| 1.  | Our Imperfect Race                                        | 6:27  |
| 2.  | Welcome to the Machine (Reprise de Pink Floyd)            | 4:45  |
| 3.  | So is There no God?                                       | 4:41  |
| 4.  | Veteran of the Psychic Wars (Reprise de Blue Öyster Cult) | 4:34  |
| 5.  | The Social Recluse                                        | 3:55  |
| 6.  | Battle of Evermore (Reprise de Led Zeppelin)              | 5:28  |
| 7.  | The Space Hotel                                           | 3:49  |
| 8.  | Some Other Time (Reprise de The Alan Parsons Project)     | 4:06  |
| 9.  | You Have Entered the Reality Zone                         | 3:24  |
| 10. | I'm the Slime (Reprise de Frank Zappa)                    | 2:53  |
| 11. | Behind the Artwork (Video)                                | 13:35 |

## Participants

### Musiciens
- Arjen Anthony Lucassen - Chanteur principal ("Mr. L"), guitares, basses, claviers, autres instruments
- Rutger Hauer - Narrateur ("Voight Kampff")
- Wilmer Waarbroek - Chœurs sur "Parental Procreation Permit"
- Ed Warby - Batterie
- Rob Snijders - Batterie
- Ben Mathot - Violon
- Maaike Peterse - Violoncelle
- Jeroen Goossens - Flûtes
- Elvya Dulcimer - Hammered dulcimer, voix sur "The Battle of Evermore"
- Gjalt Lucassen - Megaphone sur "I'm The Slime"

### Participants additionnels
- Arjen Anthony Lucassen - producteur
- Claudio Bergamin - pochette